# Бочатино (Ленинградская область)
Бочатино — деревня в Самойловском сельском поселении Бокситогорского района Ленинградской области.

## История
БОЧАТИНО — деревня Фомкинского общества и при ней усадьба, прихода Волокославского погоста. 

Крестьянских дворов — 8. Строений — 26, в том числе жилых — 14. Жители занимаются рубкой, возкой и сплавом леса.

Число жителей по семейным спискам 1879 г.: 17 м. п., 21 ж. п.; по приходским сведениям 1879 г.: 20 м. п., 24 ж. п.

В усадьбе строений — 7, в том числе жилых — 2. Необитаема

В конце XIX — начале XX века деревня административно относилась к Анисимовской волости 5-го земского участка 3-го стана Тихвинского уезда Новгородской губернии.

БОЧАТИНО — деревня Фомкинского общества, число дворов — 9, число домов — 14, число жителей: 24 м. п., 22 ж. п.; Занятия жителей: земледелие, лесные заработки. Озеро Бочатинское. Часовня, смежна с усадьбой Бочатино. 

БОЧАТИНО — усадьба М. П. Биттенбиндер, число дворов — 1, число домов — 1, число жителей: 1 м. п., 2 ж. п.; Занятия жителей: земледелие, учительство. Озеро Бочатинское. Смежна с деревней Бочатино. (1910 год)

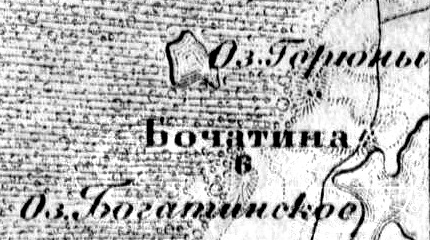
Деревня Бочатино на карте 1913 года

Согласно военно-топографической карте Новгородской губернии издания 1913 года, деревня называлась Бочатина и насчитывала 6 крестьянских двора.
По данным 1933 года деревня Бочатино входила в состав Анисимовского сельсовета Ефимовского района Ленинградской области.
По данным 1966, 1973 и 1990 годов деревня Бочатино входила в состав Анисимовского сельсовета Бокситогорского района.
В 1997 году в деревне Бочатино Анисимовской волости проживали 4 человека, в 2002 году — 5 человек (все русские).
В 2007 году в деревне Бочатино Анисимовского СП проживали 4 человека, в 2010 году — 3.
В 2014 году Анисимовское сельское поселение вошло в состав Самойловского сельского поселения Бокситогорского района.

## География
Деревня расположена в юго-западной части района на автодороге 41К-034 (Пикалёво — Колбеки).
Расстояние до деревни Анисимово — 8 км.
Расстояние до ближайшей железнодорожной станции Пикалёво — 30 км. 
Деревня находится близ северного берега озера Рошино.

## Демография
| 1997 | 2002 | 2007 | 2010 | 2017 |
| ---- | ---- | ---- | ---- | ---- |
| 4    | ↗5   | ↘4   | ↘3   | ↗10  |